# Davit Modzmanašvili
Davit Modzmanašvili (* 9. listopadu 1986 Tbilisi) je bývalý gruzínský zápasník–volnostylař, který mezi lety 2017–2018 reprezentoval Uzbekistán.

## Sportovní kariéra
Zápasit začal v 9 letech v rodném Tbilisi pod vedením Leriho Dzaganiji. Vrcholově se připravoval v policejním vrcholovém sportovním středisku Dinamo pod vedením Davita Churciji. V gruzínské mužské reprezentaci se pohyboval od roku 2007 ve váhové kategorii do 120 kg. V roce 2008 měl po vyhraném květnovém titulu mistra Evropy dopingový nález na anabolický steroid nandrolon a dostal dvouletý zákaz startu.
Po návratu v roce 2010 se v roce 2011 třetím místem na zářijovém mistrovství světa v Istanbulu kvalifikoval na olympijské hry v Londýně v roce 2012. Po přívětivém losu v prvních dvou kolech porazil v semifinále favorizovaného Bilala Machova těsně ve dvou setech. Ve finále se utkal s Arturem Tajmazovem z Uzbekistánu, se kterým prohrál ve dvou setech shodně 0:1 na technické body. Získal stříbrnou olympijskou medaili. V roce 2019 byl stříbrné olympijské medaile zbaven dodatečným testem vzorků pomocí aktuálních analytických metod. V jeho vzorku byly nalezeny stopy po užití léku turinabol (anabolický steroid), kterým si pomáhal v přípravě. Z užívání nedovolených látek byl viněn celou sportovní kariéru. V roce 2016 měl údajně pozitivní dopingový nález po gruzínském mistrovství.
Od roku 2013 dostával v gruzínské reprezentaci příležitost mladší Geno Petrijašvili. Od roku 2017 se dohodl s představiteli uzbeckého sportu na reprezentaci, kde ho začátkem roku 2019 dohnal prohřešek z roku 2012.

## Výsledky
| Olympijské hry     |    |     | X  |   |     |    | 2. |   |    |   | — |     |    |  |  |  |  |  |  |  |  |
| Mistrovství světa  | —  | úč. |    | X | —   | 3. |    | — | —  | — |   | úč. | —  |  |  |  |  |  |  |  |  |
| Evropské hry       |    |     |    |   |     |    |    |   |    | — |   |     |    |  |  |  |  |  |  |  |  |
| Mistrovství Evropy | —  | —   | 1. | X | úč. | 7. | 3. | — | 5. | — | — |     |    |  |  |  |  |  |  |  |  |
| Asijské hry        |    |     |    |   |     |    |    |   |    |   |   |     | 3. |  |  |  |  |  |  |  |  |
| Mistrovství Asie   |    |     |    |   |     |    |    |   |    |   |   | —   | 1. |  |  |  |  |  |  |  |  |
| MS juniorů         | 2. |     |    |   |     |    |    |   |    |   |   |     |    |  |  |  |  |  |  |  |  |
| ME juniorů         | —  |     |    |   |     |    |    |   |    |   |   |     |    |  |  |  |  |  |  |  |  |